# 鎌倉持氏記
『鎌倉持氏記』（かまくらもちうじき）は、室町時代の永享の乱・結城合戦を描いた軍記である。国立国会図書館に唯一の伝本が所蔵されている。

## 概要
奥書によると、浅羽民部少輔なる人物が宝徳3年（1451年）8月に鎌倉公方足利持氏の最後の日記として書き留めたものである。浅羽民部少輔は持氏の側近の浅羽下総守の一族と推定される。
鎌倉公方足利持氏と関東管領上杉憲実の不和から始まり、持氏の遺児である春王・安王の処刑に至るまでの永享の乱・結城合戦の顛末を真字（漢文）体で実録的に記している。
その筆致は同書に依拠して書かれた『永享記』（『結城戦場記』）と比べると足利持氏を擁護する傾向にあるが、永享の乱の根本的原因は『永享記』と同じく持氏側に求め、乱に至らしめた持氏の行動を「天魔の所行」と強く非難している。また一方で、作者の縁者であり関東管領上杉氏と対立して永享の乱の後に殺された持氏側近の一色直兼・上杉憲直（宅間上杉家・榎下城主）らのことは「誠に志の深き者なり」と称揚する。

## 関係軍記
梶原正昭は永享の乱・結城合戦関係軍記を大きく「永享の乱を中心とした実録的なもの」と「結城合戦を中心とした潤色の多い物語的なもの」の2系統に分類した。『鎌倉持氏記』は前者の代表で、かつ永享の乱・結城合戦を描くすべての軍記の源流になったことが梶原やその後の佐藤陸の研究でほぼ確定的となっている。諸軍記は相互に影響しあっておりその関係性は未だ十分には明らかになっていないが、特に『鎌倉持氏記』に直接依拠、あるいは強い影響を受けたとされる軍記は以下の通りである。
『結城戦場記』実録的軍記の代表である。詳細は『永享記』を参照。
『足利持氏滅亡記』実録的軍記に分類される。内容は公方管領の不和から春王・安王の処刑後に乳人らが出家するところまでで、永享の乱の部分は『鎌倉持氏記』、結城合戦の部分は『結城戦場記』がもとになったとされる。かつては『鎌倉大草紙』の欠損した中巻に充てられていたが、現在は別書とされている。
『結城戦場別記』物語的軍記の代表であり、さきがけである。内容は永享の乱の後の上杉憲実の出家から春王・安王の乳人の出家までで、『結城戦場記』や『永享記』との関わりも指摘されている。奥書には宝徳3年（1451年）8月に結城氏家老の水谷入道の日記を写したものとある。